# Assembleia Legislativa do Ceará

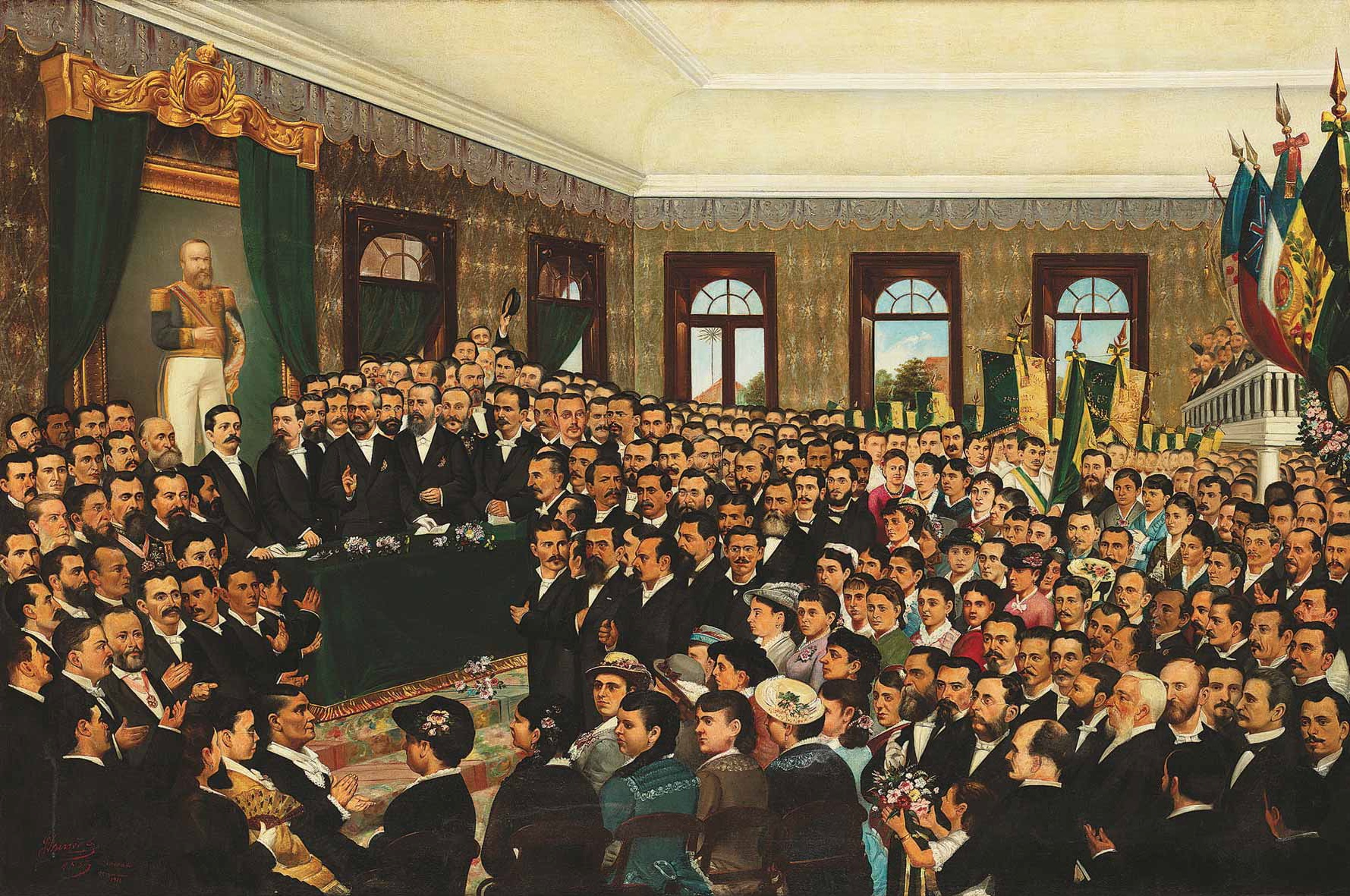
Pintura de José Irineu de Souza retratando a Assembleia Legislativa da Província do Ceará no ato de decretação do fim da escravidão no Ceará, óleo de 1883, acervo Museu do Ceará.

Assembleia Legislativa do Estado do Ceará é o órgão de poder legislativo do estado de Ceará, exercido através dos deputados estaduais. É composto atualmente por 46 deputados estaduais eleitos pelo voto direto da população. A legislatura em vigor é a 31.ª para o período de 2023 a 2026. A primeira legislatura ocorreu entre os anos de 1835 a 1837 e era composta por  28 deputados.

## Congresso Legislativo do Ceará
De acordo com o art. 4º  da Constituição Política do Estado do Ceará de 1891, promulgada em 16 de junho de 1891, o poder legislativo cearense era bicameral "O poder legislativo será exercido pelo Congresso Cearense e compor-se-á de duas câmaras - A dos deputados e a dos Senadores""
Assim o Ceará era um dos 9 nove estados que optaram pelo legislativo bicameral fato que existiu até a Revolução de 1930, que decreta o fechamento e a dissolução de todos os poderes dos estados (Decreto n.º 19.398, de 11 de novembro de 1930).

## Palácios
O primeiro prédio construído para abrigar a Assembleia foi o Palácio Senador Alencar inaugurado em 4 de Julho de 1871 e ficou lá por 106 anos. Atualmente o palácio abriga o Museu do Ceará. O novo prédio da Assembleia, Palácio Adauto Bezerra, foi inaugurado em 1977. Lá funciona também a TV Assembleia e a Rádio FM Assembleia.

## Assembleia Constituinte Estadual de 1989

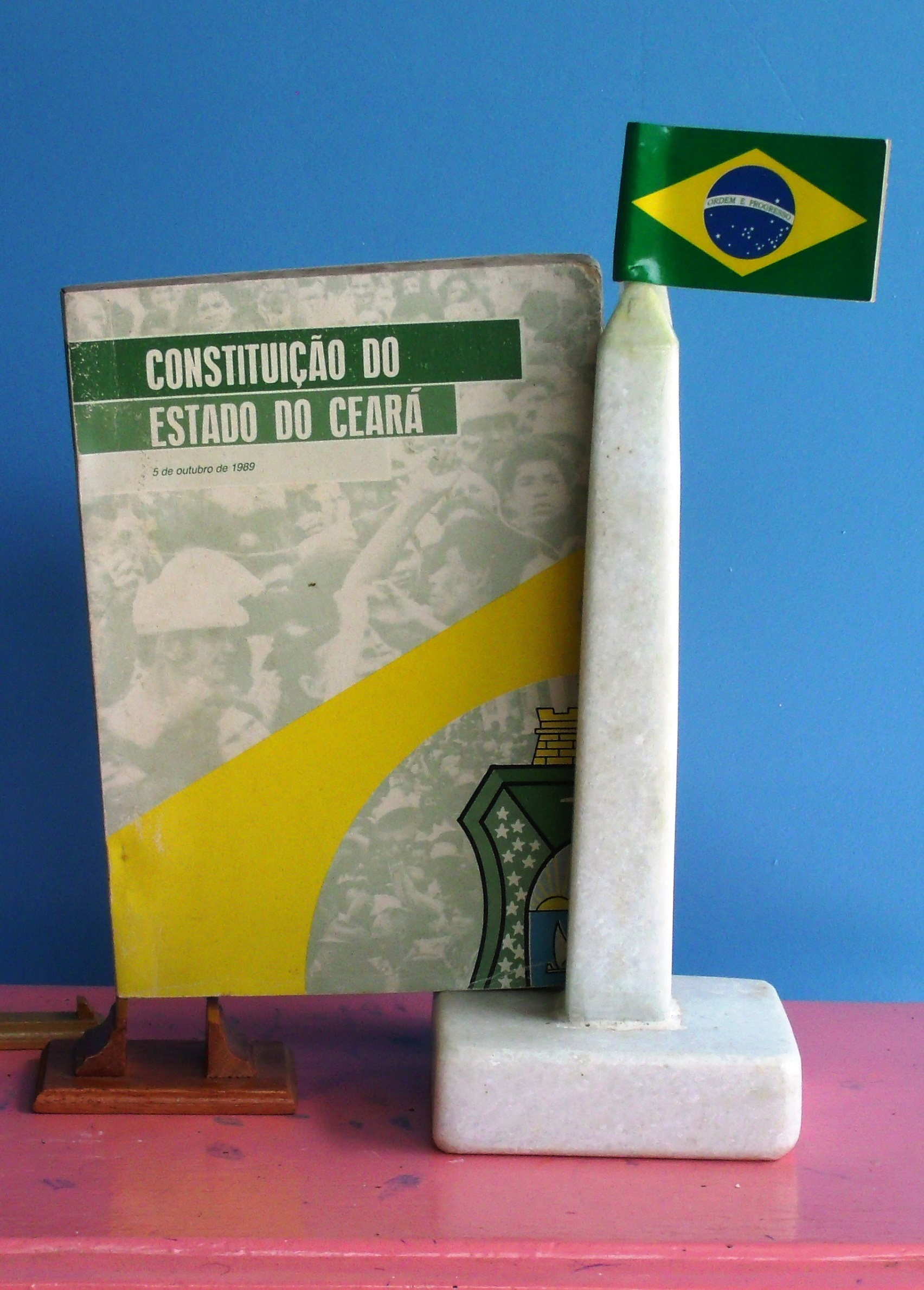
Constituição do Estado do Ceará de 1989.

Em 1989, em Assembleia Constituinte Estadual, elaborou e promulgou a Constituição Política do Estado do Ceará sob as linhas da Literatura Jurídica postas na Constituição de 1988.